# Felipe Michelini
Felipe Michelini Delle Piane (Montevideo; 24 de enero de 1961 - Montevideo; 19 de abril de 2020) fue un abogado, político y diplomático uruguayo especializado en derechos humanos y justicia internacional. Ocupó cargos de gobierno en Uruguay y en organismos internacionales, además de ser activista honorario en organizaciones de derechos humanos. 

## Biografía
Sus padres fueron el político y periodista Zelmar Michelini y la activista de derechos humanos Elisa Delle Piane. Entre sus nueve hermanos se encuentra el senador uruguayo Rafael Michelini.
El 18 de mayo de 1976, tres años después de un golpe de Estado en Uruguay, su padre fue secuestrado en Buenos Aires, hallándose su cuerpo sin vida tres días después.
Contrajo matrimonio con la psiquiatra pediátrica Matilde Di Lorenzo, con quien estuvo casado hasta su fallecimiento.

## Carrera académica
En 1987 obtuvo el título de Doctor en Derecho y Ciencias Sociales en la Facultad de Derecho de la Universidad de la República, en Montevideo. Tras una especialización en derechos humanos en el Instituto Interamericano de Derechos Humanos en 1991, obtuvo un LLM en la Escuela de Derecho de la Universidad de Columbia en 1992.
Fue Docente Grado III en Derechos Humanos de la Facultad de Derecho de la Universidad de la República. Dictó cursos en el Instituto Interamericano de Derechos Humanos (IIDH), en la Escuela Nacional de Policía, en la Facultad de Ciencias Sociales de la Universidad de la República, en el Diplomado Superior en Derechos Humanos, Democracia y Estado de Derecho de la Facultad Latinoamericana de Ciencias Sociales.[cita requerida]
Fue conferencista y expositor invitado en diversas universidades latinoamericanas, estadounidenses y europeas, además de publicar en revistas especializadas nacionales e internacionales.

## Actividad política y diplomática
Durante cuatro períodos parlamentarios, fue diputado en Uruguay. Ingresó en el año 1995 en representación del Nuevo Espacio, partido que luego fuera absorbido por el Frente Amplio tras el triunfo electoral del segundo en 2005. El Plenario Nacional del Frente Amplio aprobó el ingreso del Nuevo Espacio el 19 de noviembre de 2005. También integró en representación de Uruguay el Parlamento del Mercosur.
Ejerció como Miembro Honorario en Montevideo en el Grupo de Trabajo por Verdad y Justicia, creado por el presidente Tabaré Vázquez. Fue Presidente de la Delegación Uruguaya en la Comisión Administradora del Río de la Plata CARP desde marzo de 2015 y Vicepresidente de la CARP, 2015, Buenos Aires – Montevideo. Era miembro del Consejo de Dirección del Fondo Fiduciario de la Corte Penal Internacional en Beneficio de las Víctimas (FFBV), electo por los países del GRULAC por el período 2015 - 2018, cargo para el que luego fuera reelecto para el período 2019 - 2021.
Durante la primera presidencia de Tabaré Vázquez, trabajó en el Ministerio de Educación y Cultura, primero como subsecretario y luego asumiendo interinamente el cargo de ministro. Durante su gestión como subsecretario, promovió la escisión del área jurídica de la cartera en un Ministerio de Asuntos Judiciales, idea que finalmente no fuera llevada adelante.
Miembro del Comité Ejecutivo de Parlamentarios por la Acción Mundial (PGA), integrante de su Comité Ejecutivo y Coordinador del Programa de Derecho Internacional y Derechos Humanos (2010-2015).
Representó a Uruguay en el Consejo Ejecutivo de UNESCO, ejerciendo la vicepresidencia del mismo (2005-2007). Integró el equipo técnico de Naciones Unidas en la Comisión de la Verdad en El Salvador (1992-1993).
Ejerció la dirección ejecutiva del Centro por la Justicia y el Derecho Internacional del Sur (CEJILSUR) (1994), miembro fundador del Observatorio de Políticas Públicas de Derechos Humanos del MERCOSUR (OPPDHM), participó en el Human Rights Advocates Program del Centro de Derechos Humanos de la Universidad de Columbia (1990) y en el Americas Project del Baker Institute de Rice University (2000). En su juventud asumió una intensa actividad gremial y trabajó en diversas organizaciones de la sociedad civil.

## Fallecimiento
El 7 de abril de 2020 sufrió un accidente doméstico con una olla de aceite hirviendo que se le cayó encima mientras estaba cocinando. El accidente le provocó importantes quemaduras en las extremidades y en la cara, afectando la tráquea. Debido a esta situación fue hospitalizado en el Centro Nacional de Quemados de Montevideo y se le indujo un coma. Falleció el 19 de abril a los cincuenta y nueve años. Al momento de su fallecimiento, Uruguay se encontraba en pleno brote epidémico de coronavirus. Debido a la cuarentena en la que se encontraba la mayor parte de la población, y a las restricciones gubernamentales impuestas a tales efectos, no fue posible rendirle honores fúnebres ni de Estado.

## Obras
- 2017, Introducción al Derecho Internacional de Protección de los Derechos Humanos (coautor) (Fundación de Cultura Universitaria, Montevideo, ISBN 9789974208346)[10]